# Kistanje
Kistanje és un poble de Croàcia situat al comtat de Šibenik-Knin, a Dalmàcia. Pertanyen a aquest municipi les poblacions següents: 
- Biovičino Selo
- Đevrske
- Gošić
- Ivoševci
- Kakanj
- Kolašac
- Krnjeuve
- Modrino Selo
- Nunić
- Parčić
- Smrdelje
- Varivode
- Zečevo